# Петков, Димитр (политик)
Димитр Николов Петков (болг. Димитър Николов Петков; 2 ноября 1858 — 11 марта 1907) — болгарский государственный деятель, лидер Народно-либеральной партии, премьер-министр страны с 5 ноября 1906 года до своего убийства в Софии 11 марта 1907 года.

## Биография
Родился в семье переселенцев из центральных районов Болгарии. В 1875 году он переехал в Одессу, где жил среди болгарских эмигрантов.
Был ветераном русско-турецкой войны 1877—1878 годов был адъютантом болгарского гайдука Панайота Хитова. Воевал в составе первой дружины болгарского ополчения в рядах Русской императорской армии во время обороны Шипки, где потерял левую руку. За проявленную храбрость он был награжден Георгиевским крестом, которым его награждал лично император Александр II.
После провозглашения ограниченной независимости Болгарии от Османской империи в июле 1879 года вступил в Либеральную партию, работал чиновником в министерстве внутренних дел.  С 1882 по 1884 год, в период авторитарного правления князя Александра I находился в тюрьме. Впоследствии стал близким соратником будущего премьера Стефана Стамболова, став членом Народно-либеральной партии.
Его политическая карьера началась в 1884 года с избранием депутатом Национального собрания, в состав которого он входил до 1894 г. В 1885 году он стал председателем Комитета освобождения Македонии.
В течение пяти лет (1888—1893) занимал пост мэра Софии. Убедив местных депутатов в целесообразности получения кредита Лондонского банка в 1889 году, он инициирует программу реконструкции в болгарской столице. Также началась реализация программы по созданию общей системы удаления сточных дождевых вод. В то же время началось безжалостное уничтожение старых зданий, в частности, были уничтожены 6 средневековых церквей с фресками.
С декабря 1892 по ноябрь 1893 года — председатель Национального Собрания. С 1899 по 1900 год, затем с 1902 года вплоть до своей смерти вновь был депутатом Национального Собрания.
В 1893—1894 годах занимал должность министра общественных зданий, дорог и коммуникаций Болгарии.
В 1895 году, после смерти Стефана Стамболова, Петков стал лидером Народно-либеральной партии. Эту должность он занимал до самой своей смерти, затем его заменил Никола Генадиев. В 1903 году, после отставки Стояна Данева, партия Петкова должна была сформировать кабинет министров, однако Фердинанд I вместо Петкова назначил премьером своего близкого друга беспартийного Рачо Петрова.
В 1903—1907 годах — министр внутренних дел Болгарии. В 1905—1907 годах — министр общественных зданий, дорог и коммуникаций Болгарии. В рамках парламентского расследования 1910 года было установлено, что на посту главы МВД он присваивал и направлял на личные банковские счета деньги, которые были собраны в фонд оказания помощи беженцам из Македонии и Эдирне.
В 1906 году политик всё же возглавил собственный кабинет, однако его правление было непродолжительным. В декабре того же года была объявлена всеобщая забастовка на железных дорогах, но правительство отказало участникам в праве на забастовку и использовало армию, чтобы не прерывать работу железнодорожного транспорта. После «Университетского кризиса» (1907) был принят новый закон об университетах, который ограничил академическую автономию. Любая критика в адрес главы государства была запрещена, а для газет и журналистов, которые нарушают запрет предполагались конфискации, штрафы и тюремное заключение. В марте 1907 года он был убит около своего дома в Софии уволенным незадолго до этого по результатам публикации газеты «Народной партии» клерком болгарского Сельскохозяйственного банка Александром Петровым.
Отец политика Петко Петкова и Николы Петкова был лидером Болгарского земледельческого народного союза (БЗНС), пока не был приговорён коммунистическим режимом к смертной казни в 1947 году.

## Награды
- Орден «Святой Александр» II-й степени